# 般若野の戦い (戦国時代)
般若野の戦い（はんにゃののたたかい）は、永正3年9月18日（1506年10月4日）に越中般若野（現在の富山県砺波市）で行われた同国の越中一向一揆と越後守護代・長尾能景との間の戦い。芹谷野の戦いとも。

## 概要
室町幕府管領であった細川政元は自己の権力強化のために有力な守護大名の権力削減を積極的に図っていた。一方、これに対して畠山氏・朝倉氏などの有力な守護大名達は激しく抵抗した。一方、加賀に門徒達による自治を成立させた本願寺第9世法主実如は加賀の北隣の畠山氏と南隣の朝倉氏の圧迫を受けていた。そこで政元と実如は連携してこれにあたることになった。
永正3年（1506年）、実如は北陸の門徒管理にあたっていた兄の蓮綱・弟の蓮悟に対して朝倉領越前と畠山領能登・越中両国への進出を命じた。南の朝倉攻撃は名将朝倉宗滴の前に挫折するが（九頭竜川の戦い）、北の畠山攻めは能登守護であった畠山義元が弟慶致に守護職を奪われたために内紛状態となっており、北東の越中攻めは河内の畠山宗家の分国で守護代の遊佐氏・神保氏・椎名氏が地域ごとに分割して支配していたため一致団結した対応が取れずに一揆の進撃が続いた。その後、能登では家臣の圧力に押された畠山慶致が兄・義元と和解（2年後に守護職も兄へ返上した）して共同で一揆を撃退したため、結果的に唯一の突破口と言える越中に一揆が雪崩れ込むことになった。
この事態に衝撃を受けた越中守護畠山尚順は、畿内での政元との戦いに手を取られていたために、代わりに隣国越後の守護上杉房能に救援を要請した。当時の越後国内では守護上杉房能は無力で実権は守護代の長尾能景に奪われていたが、房能と能景は一揆が越後に広まることを恐れて救援要請に応じた。
7月に越後を出た長尾軍は9月には本願寺門徒の支配下にあった越中砺波郡を攻めた。同郡が落ちれば、一向一揆の中心である加賀との国境に達することでそのまま朝倉氏と挟撃して加賀制圧も可能かと思われた。
9月18日、越中砺波郡般若野で長尾軍と一向一揆勢が衝突したが、一揆側と通じた神保慶宗が戦線を離脱し、長尾勢は孤立し能景は討ち取られて長尾軍は壊滅した。能景の子・為景はこれを神保慶宗の裏切りであるとして仇敵視した。

## 戦後
長尾軍の壊滅後、越中では一向一揆と神保慶宗の提携が進んだ。一方、長尾氏を継いだ長尾為景は父・能景の死の翌年には守護・上杉房能を倒して（能景の窮地に房能が援兵を渋ったためとも）越後国内の反対派平定に臨んだ。永正12年（1515年）8月、為景は越中に侵攻したが撃退された。永正16年（1519年）、前年より畠山氏からの要請もあり、越後国内を平定した為景は能登守護畠山義総（畠山慶致の実子で畠山義元の養子となっていた）と同盟して父の仇神保慶宗討伐を決意する。畠山氏側も代償として越中新川郡の割譲を為景に約束している。
この長尾・畠山連合軍の越中攻撃に際し、一向一揆は中立を保った。神保慶宗は苦しい戦いを強いられながらもこれを凌いだが、翌永正17年（1520年）に再侵攻を受け12月22日の新庄の戦いで敗れて自刃し、為景悲願の仇討ちが実現した。

### 一向一揆禁止令の影響
ところが翌年早々、越中一向一揆が蜂起し、為景は鎮圧に忙殺されることになる。これは為景が越後で出した無碍光衆禁止令（一向宗の禁止令）が引き金になったともいわれる。越中一向一揆との戦いは大永2年（1522年）5月、細川高国の調停によって和睦が成立するまで続き、以後為景は再び越後国内の反対派との戦いに専念する。
だが、永正3年にすでに出された越前朝倉氏の本願寺門徒の禁止令に続いて大永元年（1521年）に長尾氏が出した禁止令は、一向一揆を能景の仇と憎む為景、そしてその子・景虎（上杉謙信）へと引き継がれていく。朝倉氏・長尾氏（後の越後上杉家）の一向一揆への敵愾心は3者共通の敵である織田信長が出現した後もなかなか解消されず、いわゆる「信長包囲網」が機能しなかった理由の1つとして挙げられることもある。